# Ortaköy Hamamı

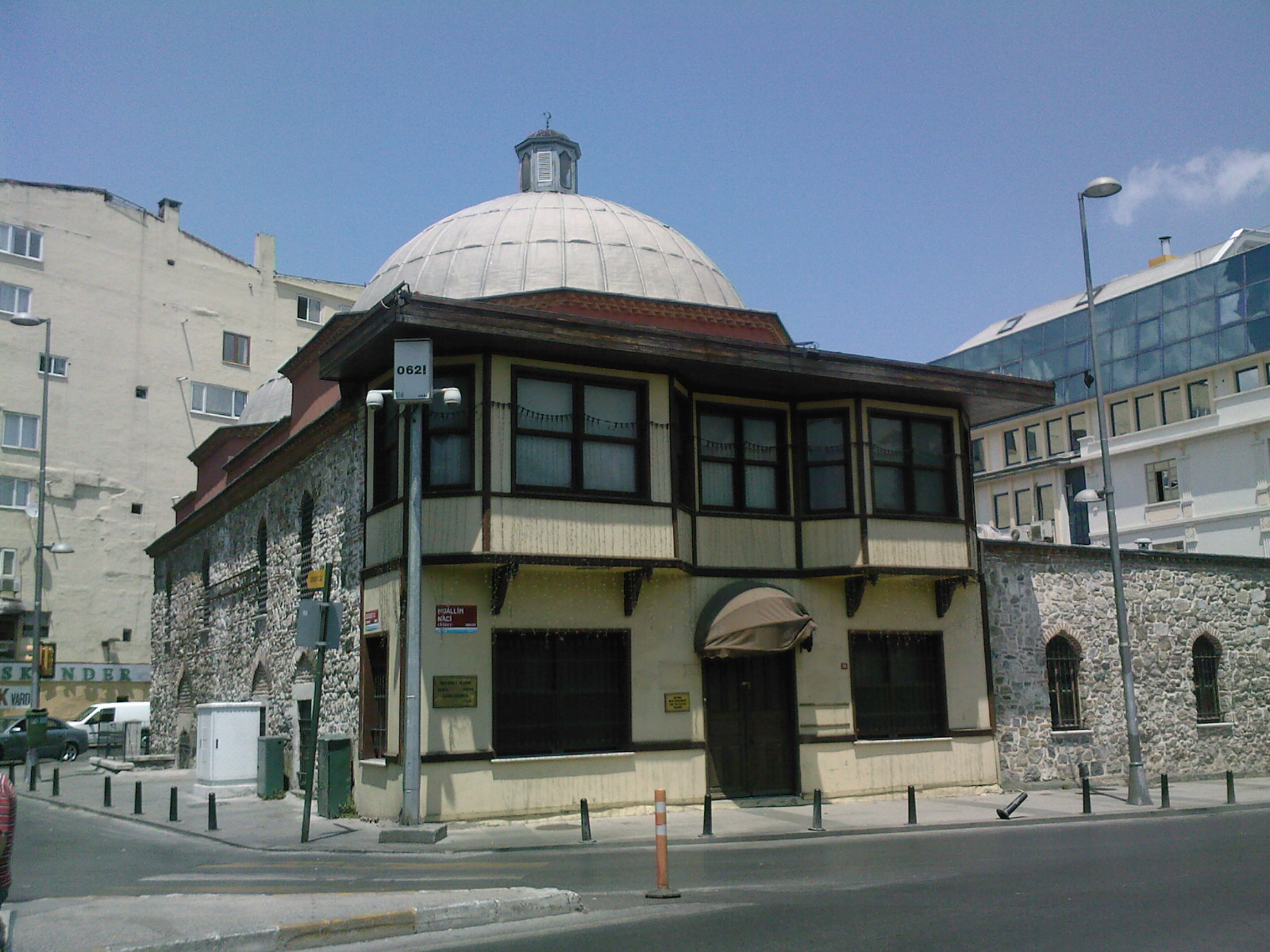

Gli Ortaköy Hamamı, conosciuti anche come Hüsrev Kethüda Hamamı, sono parte di un complesso di hammam costruiti nel XVI secolo presenti nel distretto di Beşiktaş. Il complesso fu costruito in nome di Hüsrev, kethüda del gran visir Kara Ahmed Pascià. Si afferma che lo hammam fu costruito da Sinān nel 1565. Insieme alla Türbe di Khayr al-Dīn Barbarossa, alla türbe di Yahya Efendi e alla Moschea di Sinan Pascià, è una delle quattro opere progettate da Sinan a Beşiktaş.
L'edificio, utilizzato con la sua funzione originaria fino agli anni '80, ha iniziato ad essere adibito a ristorante e bar dopo il restauro del 2001. L'edificio, che ha riacquistato la sua forma originale dopo il secondo restauro nel 2011, ha iniziato a essere gestito dal comune di Beşiktaş a partire dal 2017.